# Economía de Letonia
| Exportaciones a | Exportaciones a | Importaciones de | Importaciones de |
| País            | Porcentaje      | País             | Porcentaje       |
| --------------- | --------------- | ---------------- | ---------------- |
| Alemania        | 17 %            | Alemania         | 17 %             |
| Reino Unido     | 16 %            | Rusia            | 9 %              |
| Suecia          | 10 %            | Lituania         | 8 %              |
| Lituania        | 8 %             | Finlandia        | 8 %              |
| Rusia           | 6 %             | Suecia           | 7 %              |
| Otros           | 43 %            | Otros            | 51 %             |

La economía de Letonia se basa principalmente en la agricultura y en las industrias textil y siderometalúrgica. Actualmente, el turismo se perfila como una importante fuente de ingresos gracias al patrimonio histórico del país. Su transición a una economía de mercado está provocando ciertas perturbaciones (10% de paro y déficit presupuestario) y sacrificios en las políticas sociales. La economía letona fue beneficiada con la incorporación a la Unión Europea.
La moneda nacional fue el lats letón pero el 1 de enero de 2014 el país cambió su moneda al euro. Desde su incorporación a la Unión Europea una quinta parte de la población ha emigrado, debido a la pobreza y la falta de empleo.

## De la crisis económica de 2008 a la actualidad
Letonia ha sido uno de los países de la Unión Europea (UE) más afectado por la crisis pero, al no estar en la eurozona, su suerte atrajo menos la atención de los medios de información. Hasta entonces Letonia se había beneficiado de un sector bancario dinámico, mayoritariamente en manos de los bancos suizos y de la Comunidad de Estados Independientes (CEI). La inquietud de Estocolmo ante las consecuencias de la crisis impulsó a los bancos suecos a garantizar los depósitos de sus filiales letonas en otoño de 2008, lo que condenó al mayor banco letón, Parex Banka, a una quiebra virtual y obligó al gobierno de Letonia a nacionalizarlo en noviembre de 2008.
Después, el país se benefició de una ayuda conjunta del Fondo Monetario Internacional (FMI) y de la UE de 7.500 millones de euros y llevó a cabo una política de recortes del gasto público, los salarios y las jubilaciones, para evitar la devaluación. Esta cura de austeridad -la más severa de la UE- dio sus frutos y logró estabilizar relativamente la situación.[cita requerida] Después de que en 2009 el PIB cayera un 17,5 por 100, en febrero de 2010 las agencias de calificación revaluaron la situación del crédito en Letonia y pasaron de considerarla negativa a estable.
La situación seguía siendo comprometida para el gobierno de Valdis Dombrovskis. El índice de desempleo era el más alto de la UE (22,8 por 100 en febrero de 2010) y la emigración era muy fuerte. Se cuestionaba a la clase política y un partido apoyado mayoritariamente por los habitantes rusófonos (el Centro de la Concordia) obtuvo la alcaldía de Riga en junio de 2009, por primera vez desde la independencia en 1991. Por otra parte, el gobierno del primer ministro se quedó en minoría el 22 de marzo de 2010, cuando el Partido del Pueblo abandonó la coalición.
A partir de 2010, la situación mejoró y en 2012, la economía letona creció el 5,6%, aunque no se han recuperado los valores previos a la crisis. El Fondo Monetario Internacional destacó a Letonia como ejemplo del éxito de las políticas económicas anticrisis basadas en el recorte de gastos.[cita requerida] en 2014 Letonia se unió al Euro. Letonia se destaca por la producción de la energía renovable , la más desarrollada es la eólica, sobre todo por las regiones con las mayores velocidades de viento, que son la costa del mar Báltico y la costa oriental del Golfo de Riga, su parte del norte. El 37% de la energía producida es renovable. Letonia se encuentra en el 14º puesto de los 190 que conforman el ranking Doing Business, que clasifica los países según la facilidad que ofrecen para hacer negocios.

## Datos económicos básicos

Crecimiento real del PIB letón entre 1996 y 2006.

- PIB - Producto Interior Bruto (2009): 18.436 millones de euros.
- PIB - Per capita: 8.200 euros.
- Inflación media anual: 3,5%.
- Deuda externa aprox.: 6.128 millones de euros.

## Comercio exterior

### Importaciones
Se presentan a continuación las mercancías de mayor peso en las importaciones de Letonia para el período 2010-hasta junio de 2015. Las cifras están expresadas en dólares estadounidenses valor FOB.

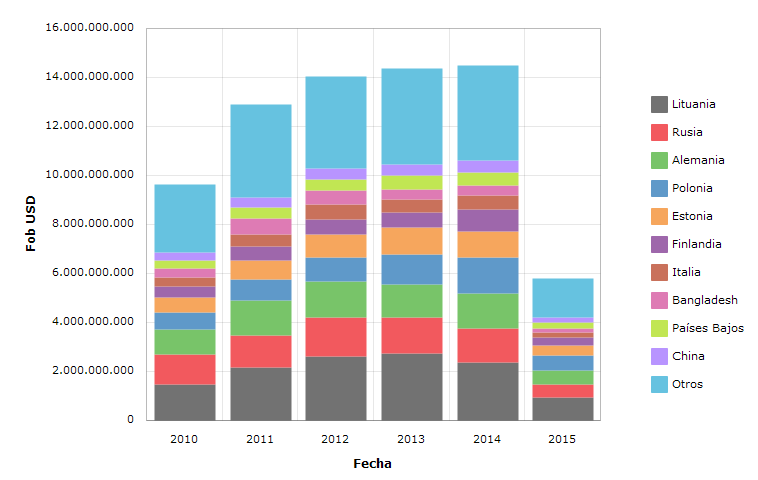
Importaciones de Letonia del periodo 2010-hasta junio de 2015 expresadas en USD valor FOB. [http://trade.nosis.com/es/Comex/Importacion-Exportacion/Lituania/Todas-las-posiciones-arancelarias/LV/00 Fuente

| Fecha Mercadería por capítulo arancelario                                                                           | 2010          | 2011           | 2012           | 2013           | 2014           | enero-junio de 2015 |
| --- | ------------- | -------------- | -------------- | -------------- | -------------- | ------------------- |
| 27 - combustibles minerales, aceites minerales y productos de su destilación; materias bituminosas; ceras minerales | 1.634.509.707 | 2.405.631.076  | 2.743.866.485  | 2.624.967.439  | 2.323.071.443  | 730.151.316         |
| 85 - máquinas, aparatos y material eléctrico, y sus partes                                                          | 836.290.258   | 1.037.380.603  | 1.173.433.282  | 1.426.850.985  | 1.612.903.604  | 766.885.351         |
| 84 - calderas, máquinas, aparatos y artefactos mecánicos; partes de estas máquinas o aparatos                       | 758.508.829   | 1.396.311.749  | 1.389.859.848  | 1.271.350.807  | 1.275.676.348  | 512.160.833         |
| 87 - vehículos automóviles, tractores, velocípedos y demás vehículos terrestres, sus partes y accesorios            | 491.887.528   | 862.244.354    | 806.175.906    | 743.052.789    | 744.171.027    | 352.361.120         |
| 72 - hierro y acero de fundición                                                                                    | 657.598.045   | 879.537.364    | 825.683.912    | 592.223.196    | 559.774.073    | 244.207.129         |
| 30 - productos farmacéuticos                                                                                        | 548.325.076   | 584.388.382    | 428.132.562    | 512.813.904    | 593.334.768    | 260.593.169         |
| 39 - plásticos y sus manufacturas                                                                                   | 391.630.067   | 455.443.402    | 459.977.126    | 503.698.466    | 528.193.121    | 225.662.708         |
| 22 - bebidas, líquidos alcohólicos y vinagre                                                                        | 284.604.245   | 302.228.310    | 342.631.576    | 476.310.499    | 497.790.345    | 163.556.349         |
| 73 - manufacturas de fundición, hierro o acero                                                                      | 222.694.512   | 330.046.844    | 354.737.065    | 366.345.686    | 342.651.905    | 128.931.363         |
| 44 - madera, carbón vegetal y manufacturas de madera                                                                | 176.291.067   | 228.546.490    | 257.130.110    | 302.270.546    | 401.394.279    | 184.672.418         |
| Demás capítulos | 3.649.061.862 | 4.418.001.590  | 5.257.088.980  | 5.540.191.787  | 5.612.596.190  | 2.213.824.000       |
| Total | 9.651.401.196 | 12.899.760.165 | 14.038.716.852 | 14.360.076.105 | 14.491.557.102 | 5.783.005.757       |

### Exportaciones
Se presentan a continuación los principales socios comerciales de Letonia para el periodo 2010-hasta junio de 2015. La mayoría de sus importadores están en Europa salvo Rusia. Las cifras expresadas son en dólares estadounidenses valor FOB.

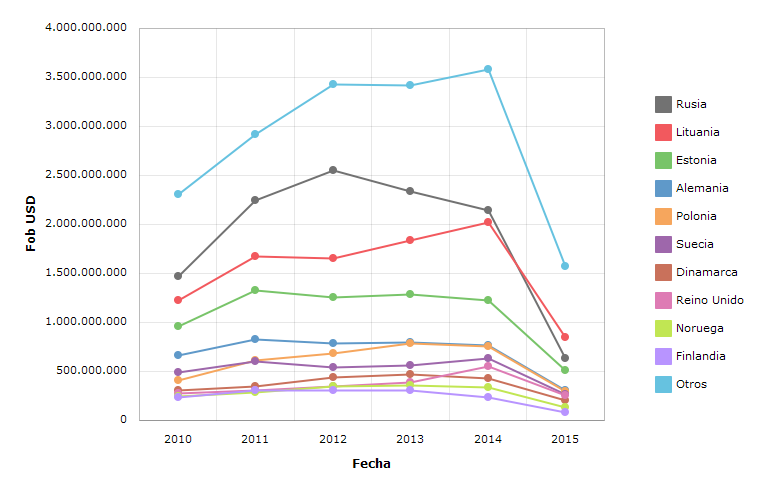
Exportaciones de Letonia del periodo 2010-hasta junio de 2015 expresadas en USD valor FOB. [http://trade.nosis.com/es/Comex/Importacion-Exportacion/Letonia/Todas-las-posiciones-arancelarias/LV/00 Fuente

| Fecha País importador | 2010          | 2011           | 2012           | 2013           | 2014           | enero-junio de 2015 |
| --------------------- | ------------- | -------------- | -------------- | -------------- | -------------- | ------------------- |
| Rusia                 | 1.468.459.035 | 2.244.394.260  | 2.547.144.485  | 2.332.223.981  | 2.145.400.858  | 628.114.552         |
| Lituania              | 1.228.690.917 | 1.675.123.761  | 1.657.621.340  | 1.837.201.781  | 2.024.395.432  | 845.006.872         |
| Estonia               | 960.614.794   | 1.329.409.840  | 1.259.589.228  | 1.287.229.536  | 1.221.843.241  | 514.538.881         |
| Alemania              | 666.394.480   | 828.287.691    | 788.871.262    | 794.689.867    | 760.866.694    | 304.125.209         |
| Polonia               | 406.073.279   | 617.190.166    | 687.347.683    | 785.167.096    | 755.621.915    | 298.021.909         |
| Suecia                | 494.366.559   | 600.353.544    | 539.950.010    | 560.409.548    | 633.443.587    | 263.970.976         |
| Dinamarca             | 309.284.778   | 348.628.470    | 437.356.457    | 467.994.801    | 432.180.227    | 200.332.194         |
| Reino Unido           | 271.914.159   | 306.668.994    | 348.843.644    | 386.780.799    | 552.926.564    | 256.514.708         |
| Noruega               | 248.900.518   | 284.051.553    | 344.999.079    | 358.315.344    | 337.319.342    | 133.582.231         |
| Finlandia             | 234.942.854   | 307.551.984    | 303.415.537    | 302.451.376    | 236.886.283    | 85.892.557          |
| Resto del mundo       | 2.307.668.539 | 2.914.076.896  | 3.428.328.150  | 3.420.336.532  | 3.581.131.132  | 1.568.156.356       |
| Total                 | 8.597.309.912 | 11.455.737.160 | 12.343.466.874 | 12.532.800.662 | 12.682.015.274 | 5.098.256.444       |